# Hejtman (vojenství)

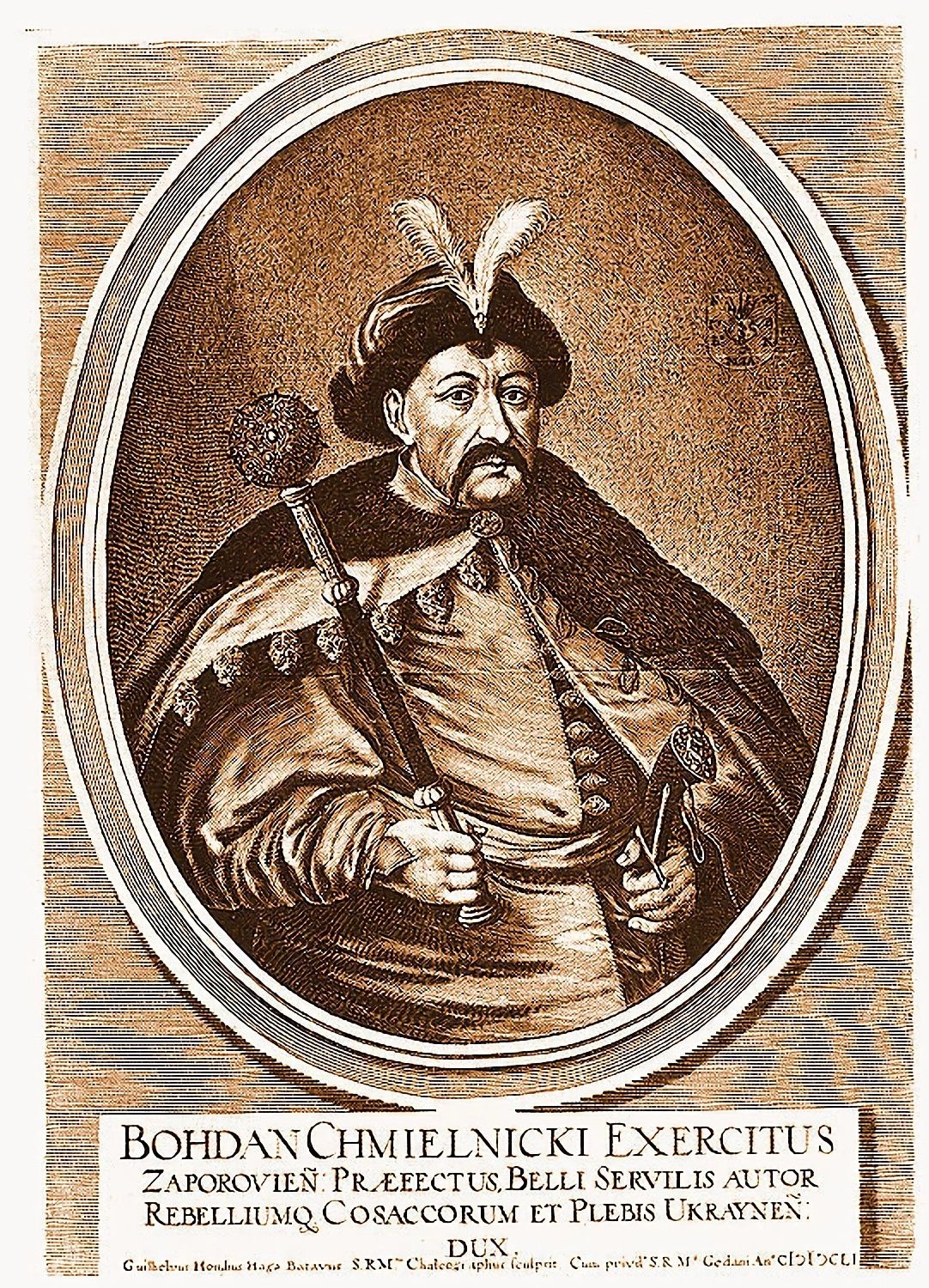
Portrét Bohdana Chmelnického roku 1651, autor Willem Hondius

Hejtman je v původním významu velitelská hodnost v některých armádách, zpravidla odpovídající kapitánovi a německému hauptmanovi. Byla však užívaná i jako vysoká velitelská hodnost, a to v polském a husitském vojsku.
V polském resp. polsko-litevském prostředí se používal titul hetman. Polní hejtman odpovídal spíše současné generálské hodnosti a velký korunní hejtman byl druhým nejvyšším velitelem branné moci v pořadí hned po králi, tedy funkce odpovídající zhruba dnešnímu ministrovi obrany. Od titul kozáckých hetmanů je odvozeno označení státního útvaru na území Ukrajiny od poloviny 17. století jako kozácký hetmanát.